# 1707
Portal Geschichte | Portal Biografien | Aktuelle Ereignisse | Jahreskalender | Tagesartikel

◄ |
17. Jahrhundert |
18. Jahrhundert
| 19. Jahrhundert | ►

◄ |
1670er |
1680er |
1690er |
1700er
| 1710er | 1720er | 1730er | ►

◄◄ |
◄ |
1703 |
1704 |
1705 |
1706 |
1707
| 1708 | 1709 | 1710 | 1711 | ► | ►►
Staatsoberhäupter  · Nekrolog  · Literaturjahr · Musikjahr
| Januar | Januar | Januar | Januar | Januar | Januar | Januar | Januar |
| Kw     | Mo     | Di     | Mi     | Do     | Fr     | Sa     | So     |
| ------ | ------ | ------ | ------ | ------ | ------ | ------ | ------ |
| 52     |        |        |        |        |        | 1      | 2      |
| 1      | 3      | 4      | 5      | 6      | 7      | 8      | 9      |
| 2      | 10     | 11     | 12     | 13     | 14     | 15     | 16     |
| 3      | 17     | 18     | 19     | 20     | 21     | 22     | 23     |
| 4      | 24     | 25     | 26     | 27     | 28     | 29     | 30     |
| 5      | 31     |        |        |        |        |        |        |

| Februar | Februar | Februar | Februar | Februar | Februar | Februar | Februar |
| Kw      | Mo      | Di      | Mi      | Do      | Fr      | Sa      | So      |
| ------- | ------- | ------- | ------- | ------- | ------- | ------- | ------- |
| 5       |         | 1       | 2       | 3       | 4       | 5       | 6       |
| 6       | 7       | 8       | 9       | 10      | 11      | 12      | 13      |
| 7       | 14      | 15      | 16      | 17      | 18      | 19      | 20      |
| 8       | 21      | 22      | 23      | 24      | 25      | 26      | 27      |
| 9       | 28      |         |         |         |         |         |         |

| März | März | März | März | März | März | März | März |
| Kw   | Mo   | Di   | Mi   | Do   | Fr   | Sa   | So   |
| ---- | ---- | ---- | ---- | ---- | ---- | ---- | ---- |
| 9    |      | 1    | 2    | 3    | 4    | 5    | 6    |
| 10   | 7    | 8    | 9    | 10   | 11   | 12   | 13   |
| 11   | 14   | 15   | 16   | 17   | 18   | 19   | 20   |
| 12   | 21   | 22   | 23   | 24   | 25   | 26   | 27   |
| 13   | 28   | 29   | 30   | 31   |      |      |      |

| April | April | April | April | April | April | April | April |
| Kw    | Mo    | Di    | Mi    | Do    | Fr    | Sa    | So    |
| ----- | ----- | ----- | ----- | ----- | ----- | ----- | ----- |
| 13    |       |       |       |       | 1     | 2     | 3     |
| 14    | 4     | 5     | 6     | 7     | 8     | 9     | 10    |
| 15    | 11    | 12    | 13    | 14    | 15    | 16    | 17    |
| 16    | 18    | 19    | 20    | 21    | 22    | 23    | 24    |
| 17    | 25    | 26    | 27    | 28    | 29    | 30    |       |

| Mai | Mai | Mai | Mai | Mai | Mai | Mai | Mai |
| Kw  | Mo  | Di  | Mi  | Do  | Fr  | Sa  | So  |
| --- | --- | --- | --- | --- | --- | --- | --- |
| 17  |     |     |     |     |     |     | 1   |
| 18  | 2   | 3   | 4   | 5   | 6   | 7   | 8   |
| 19  | 9   | 10  | 11  | 12  | 13  | 14  | 15  |
| 20  | 16  | 17  | 18  | 19  | 20  | 21  | 22  |
| 21  | 23  | 24  | 25  | 26  | 27  | 28  | 29  |
| 22  | 30  | 31  |     |     |     |     |     |

| Juni | Juni | Juni | Juni | Juni | Juni | Juni | Juni |
| Kw   | Mo   | Di   | Mi   | Do   | Fr   | Sa   | So   |
| ---- | ---- | ---- | ---- | ---- | ---- | ---- | ---- |
| 22   |      |      | 1    | 2    | 3    | 4    | 5    |
| 23   | 6    | 7    | 8    | 9    | 10   | 11   | 12   |
| 24   | 13   | 14   | 15   | 16   | 17   | 18   | 19   |
| 25   | 20   | 21   | 22   | 23   | 24   | 25   | 26   |
| 26   | 27   | 28   | 29   | 30   |      |      |      |

| Juli | Juli | Juli | Juli | Juli | Juli | Juli | Juli |
| Kw   | Mo   | Di   | Mi   | Do   | Fr   | Sa   | So   |
| ---- | ---- | ---- | ---- | ---- | ---- | ---- | ---- |
| 26   |      |      |      |      | 1    | 2    | 3    |
| 27   | 4    | 5    | 6    | 7    | 8    | 9    | 10   |
| 28   | 11   | 12   | 13   | 14   | 15   | 16   | 17   |
| 29   | 18   | 19   | 20   | 21   | 22   | 23   | 24   |
| 30   | 25   | 26   | 27   | 28   | 29   | 30   | 31   |

| August | August | August | August | August | August | August | August |
| Kw     | Mo     | Di     | Mi     | Do     | Fr     | Sa     | So     |
| ------ | ------ | ------ | ------ | ------ | ------ | ------ | ------ |
| 31     | 1      | 2      | 3      | 4      | 5      | 6      | 7      |
| 32     | 8      | 9      | 10     | 11     | 12     | 13     | 14     |
| 33     | 15     | 16     | 17     | 18     | 19     | 20     | 21     |
| 34     | 22     | 23     | 24     | 25     | 26     | 27     | 28     |
| 35     | 29     | 30     | 31     |        |        |        |        |

| September | September | September | September | September | September | September | September |
| Kw        | Mo        | Di        | Mi        | Do        | Fr        | Sa        | So        |
| --------- | --------- | --------- | --------- | --------- | --------- | --------- | --------- |
| 35        |           |           |           | 1         | 2         | 3         | 4         |
| 36        | 5         | 6         | 7         | 8         | 9         | 10        | 11        |
| 37        | 12        | 13        | 14        | 15        | 16        | 17        | 18        |
| 38        | 19        | 20        | 21        | 22        | 23        | 24        | 25        |
| 39        | 26        | 27        | 28        | 29        | 30        |           |           |

| Oktober | Oktober | Oktober | Oktober | Oktober | Oktober | Oktober | Oktober |
| Kw      | Mo      | Di      | Mi      | Do      | Fr      | Sa      | So      |
| ------- | ------- | ------- | ------- | ------- | ------- | ------- | ------- |
| 39      |         |         |         |         |         | 1       | 2       |
| 40      | 3       | 4       | 5       | 6       | 7       | 8       | 9       |
| 41      | 10      | 11      | 12      | 13      | 14      | 15      | 16      |
| 42      | 17      | 18      | 19      | 20      | 21      | 22      | 23      |
| 43      | 24      | 25      | 26      | 27      | 28      | 29      | 30      |
| 44      | 31      |         |         |         |         |         |         |

| November | November | November | November | November | November | November | November |
| Kw       | Mo       | Di       | Mi       | Do       | Fr       | Sa       | So       |
| -------- | -------- | -------- | -------- | -------- | -------- | -------- | -------- |
| 44       |          | 1        | 2        | 3        | 4        | 5        | 6        |
| 45       | 7        | 8        | 9        | 10       | 11       | 12       | 13       |
| 46       | 14       | 15       | 16       | 17       | 18       | 19       | 20       |
| 47       | 21       | 22       | 23       | 24       | 25       | 26       | 27       |
| 48       | 28       | 29       | 30       |          |          |          |          |

| Dezember | Dezember | Dezember | Dezember | Dezember | Dezember | Dezember | Dezember |
| Kw       | Mo       | Di       | Mi       | Do       | Fr       | Sa       | So       |
| -------- | -------- | -------- | -------- | -------- | -------- | -------- | -------- |
| 48       |          |          |          | 1        | 2        | 3        | 4        |
| 49       | 5        | 6        | 7        | 8        | 9        | 10       | 11       |
| 50       | 12       | 13       | 14       | 15       | 16       | 17       | 18       |
| 51       | 19       | 20       | 21       | 22       | 23       | 24       | 25       |
| 52       | 26       | 27       | 28       | 29       | 30       | 31       |          |

| Januar | Januar | Januar | Januar | Januar | Januar | Januar | Januar |
| Kw     | Mo     | Di     | Mi     | Do     | Fr     | Sa     | So     |
| ------ | ------ | ------ | ------ | ------ | ------ | ------ | ------ |
| 52     |        |        |        |        |        | 1      | 2      |
| 1      | 3      | 4      | 5      | 6      | 7      | 8      | 9      |
| 2      | 10     | 11     | 12     | 13     | 14     | 15     | 16     |
| 3      | 17     | 18     | 19     | 20     | 21     | 22     | 23     |
| 4      | 24     | 25     | 26     | 27     | 28     | 29     | 30     |
| 5      | 31     |        |        |        |        |        |        |

| Februar | Februar | Februar | Februar | Februar | Februar | Februar | Februar |
| Kw      | Mo      | Di      | Mi      | Do      | Fr      | Sa      | So      |
| ------- | ------- | ------- | ------- | ------- | ------- | ------- | ------- |
| 5       |         | 1       | 2       | 3       | 4       | 5       | 6       |
| 6       | 7       | 8       | 9       | 10      | 11      | 12      | 13      |
| 7       | 14      | 15      | 16      | 17      | 18      | 19      | 20      |
| 8       | 21      | 22      | 23      | 24      | 25      | 26      | 27      |
| 9       | 28      |         |         |         |         |         |         |

| März | März | März | März | März | März | März | März |
| Kw   | Mo   | Di   | Mi   | Do   | Fr   | Sa   | So   |
| ---- | ---- | ---- | ---- | ---- | ---- | ---- | ---- |
| 9    |      | 1    | 2    | 3    | 4    | 5    | 6    |
| 10   | 7    | 8    | 9    | 10   | 11   | 12   | 13   |
| 11   | 14   | 15   | 16   | 17   | 18   | 19   | 20   |
| 12   | 21   | 22   | 23   | 24   | 25   | 26   | 27   |
| 13   | 28   | 29   | 30   | 31   |      |      |      |

| April | April | April | April | April | April | April | April |
| Kw    | Mo    | Di    | Mi    | Do    | Fr    | Sa    | So    |
| ----- | ----- | ----- | ----- | ----- | ----- | ----- | ----- |
| 13    |       |       |       |       | 1     | 2     | 3     |
| 14    | 4     | 5     | 6     | 7     | 8     | 9     | 10    |
| 15    | 11    | 12    | 13    | 14    | 15    | 16    | 17    |
| 16    | 18    | 19    | 20    | 21    | 22    | 23    | 24    |
| 17    | 25    | 26    | 27    | 28    | 29    | 30    |       |

| Mai | Mai | Mai | Mai | Mai | Mai | Mai | Mai |
| Kw  | Mo  | Di  | Mi  | Do  | Fr  | Sa  | So  |
| --- | --- | --- | --- | --- | --- | --- | --- |
| 17  |     |     |     |     |     |     | 1   |
| 18  | 2   | 3   | 4   | 5   | 6   | 7   | 8   |
| 19  | 9   | 10  | 11  | 12  | 13  | 14  | 15  |
| 20  | 16  | 17  | 18  | 19  | 20  | 21  | 22  |
| 21  | 23  | 24  | 25  | 26  | 27  | 28  | 29  |
| 22  | 30  | 31  |     |     |     |     |     |

| Juni | Juni | Juni | Juni | Juni | Juni | Juni | Juni |
| Kw   | Mo   | Di   | Mi   | Do   | Fr   | Sa   | So   |
| ---- | ---- | ---- | ---- | ---- | ---- | ---- | ---- |
| 22   |      |      | 1    | 2    | 3    | 4    | 5    |
| 23   | 6    | 7    | 8    | 9    | 10   | 11   | 12   |
| 24   | 13   | 14   | 15   | 16   | 17   | 18   | 19   |
| 25   | 20   | 21   | 22   | 23   | 24   | 25   | 26   |
| 26   | 27   | 28   | 29   | 30   |      |      |      |

| Juli | Juli | Juli | Juli | Juli | Juli | Juli | Juli |
| Kw   | Mo   | Di   | Mi   | Do   | Fr   | Sa   | So   |
| ---- | ---- | ---- | ---- | ---- | ---- | ---- | ---- |
| 26   |      |      |      |      | 1    | 2    | 3    |
| 27   | 4    | 5    | 6    | 7    | 8    | 9    | 10   |
| 28   | 11   | 12   | 13   | 14   | 15   | 16   | 17   |
| 29   | 18   | 19   | 20   | 21   | 22   | 23   | 24   |
| 30   | 25   | 26   | 27   | 28   | 29   | 30   | 31   |

| August | August | August | August | August | August | August | August |
| Kw     | Mo     | Di     | Mi     | Do     | Fr     | Sa     | So     |
| ------ | ------ | ------ | ------ | ------ | ------ | ------ | ------ |
| 31     | 1      | 2      | 3      | 4      | 5      | 6      | 7      |
| 32     | 8      | 9      | 10     | 11     | 12     | 13     | 14     |
| 33     | 15     | 16     | 17     | 18     | 19     | 20     | 21     |
| 34     | 22     | 23     | 24     | 25     | 26     | 27     | 28     |
| 35     | 29     | 30     | 31     |        |        |        |        |

| September | September | September | September | September | September | September | September |
| Kw        | Mo        | Di        | Mi        | Do        | Fr        | Sa        | So        |
| --------- | --------- | --------- | --------- | --------- | --------- | --------- | --------- |
| 35        |           |           |           | 1         | 2         | 3         | 4         |
| 36        | 5         | 6         | 7         | 8         | 9         | 10        | 11        |
| 37        | 12        | 13        | 14        | 15        | 16        | 17        | 18        |
| 38        | 19        | 20        | 21        | 22        | 23        | 24        | 25        |
| 39        | 26        | 27        | 28        | 29        | 30        |           |           |

| Oktober | Oktober | Oktober | Oktober | Oktober | Oktober | Oktober | Oktober |
| Kw      | Mo      | Di      | Mi      | Do      | Fr      | Sa      | So      |
| ------- | ------- | ------- | ------- | ------- | ------- | ------- | ------- |
| 39      |         |         |         |         |         | 1       | 2       |
| 40      | 3       | 4       | 5       | 6       | 7       | 8       | 9       |
| 41      | 10      | 11      | 12      | 13      | 14      | 15      | 16      |
| 42      | 17      | 18      | 19      | 20      | 21      | 22      | 23      |
| 43      | 24      | 25      | 26      | 27      | 28      | 29      | 30      |
| 44      | 31      |         |         |         |         |         |         |

| November | November | November | November | November | November | November | November |
| Kw       | Mo       | Di       | Mi       | Do       | Fr       | Sa       | So       |
| -------- | -------- | -------- | -------- | -------- | -------- | -------- | -------- |
| 44       |          | 1        | 2        | 3        | 4        | 5        | 6        |
| 45       | 7        | 8        | 9        | 10       | 11       | 12       | 13       |
| 46       | 14       | 15       | 16       | 17       | 18       | 19       | 20       |
| 47       | 21       | 22       | 23       | 24       | 25       | 26       | 27       |
| 48       | 28       | 29       | 30       |          |          |          |          |

| Dezember | Dezember | Dezember | Dezember | Dezember | Dezember | Dezember | Dezember |
| Kw       | Mo       | Di       | Mi       | Do       | Fr       | Sa       | So       |
| -------- | -------- | -------- | -------- | -------- | -------- | -------- | -------- |
| 48       |          |          |          | 1        | 2        | 3        | 4        |
| 49       | 5        | 6        | 7        | 8        | 9        | 10       | 11       |
| 50       | 12       | 13       | 14       | 15       | 16       | 17       | 18       |
| 51       | 19       | 20       | 21       | 22       | 23       | 24       | 25       |
| 52       | 26       | 27       | 28       | 29       | 30       | 31       |          |

## Ereignisse

### Politik und Weltgeschehen

#### Großbritannien / Act of Union

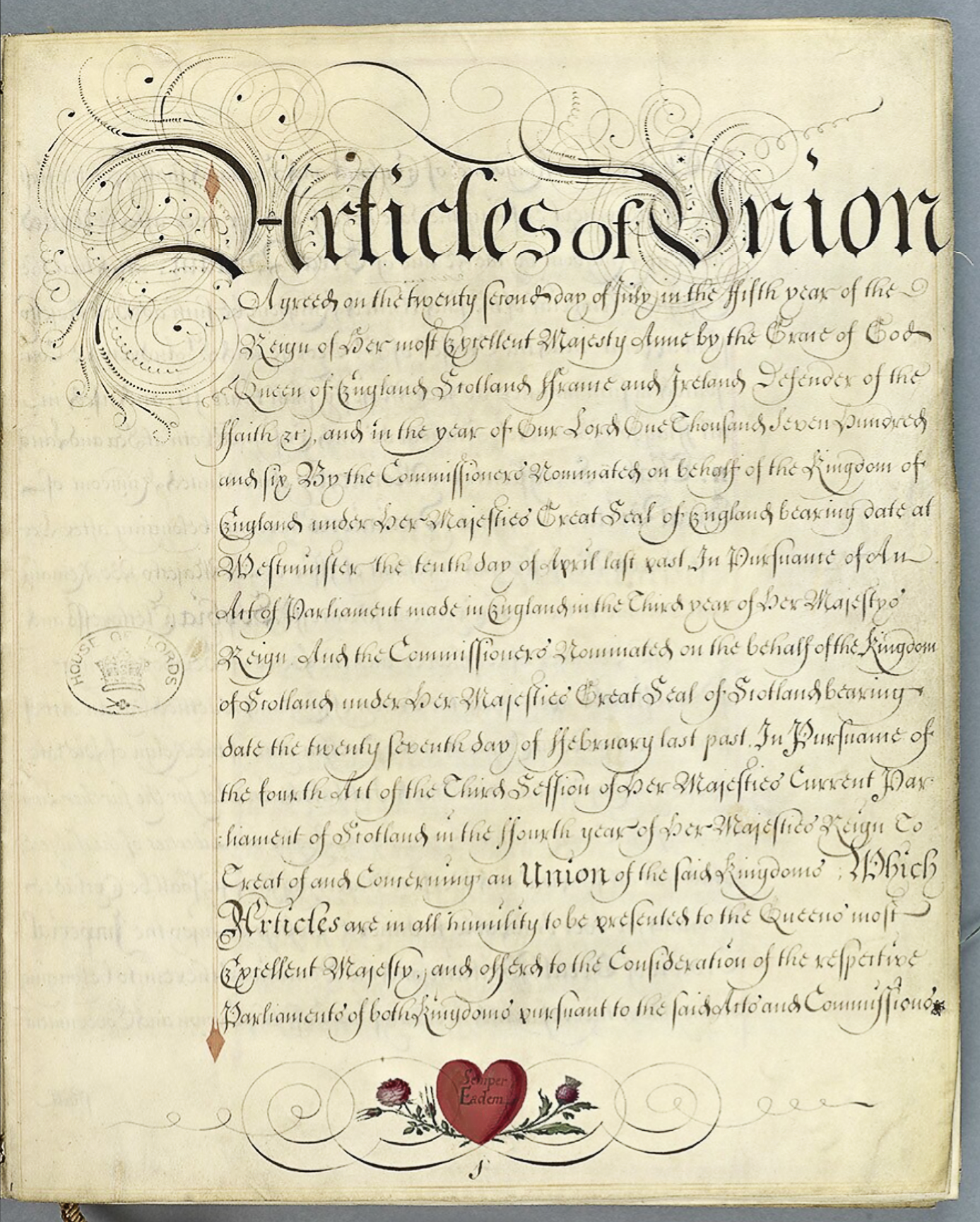
Verfassungsurkunde des Act of Union aus dem Jahr 1707

- 16. Februar: Im schottischen Parlament wird über den Act of Union abgestimmt. Mit 110:69 Stimmen wird der Vereinigungsvertrag mit England gebilligt. Eine Reihe von Abgeordneten hat sich bestechen lassen oder erhofft sich mit dem „Ja“ Entschädigungen für das fehlgeschlagene Darién-Projekt.
- 25. April: Das schottische Parlament löst sich auf und wird in der Folge später mit dem englischen Parlament zum britischen Parlament vereinigt.
- 1. Mai: Durch die Vereinigung der Königreiche England (mit dem Fürstentum Wales 1536) und Schottland entsteht das Königreich Großbritannien.
- 23. Oktober: Das nach dem Act of Union neu gebildete britische Parlament tritt zu seiner ersten Sitzung zusammen.

#### Spanischer Erbfolgekrieg
- 13. März: Die im Vorjahr in der Schlacht bei Turin demonstrierte militärische Stärke der Truppen Prinz Eugens von Savoyen führt im Spanischen Erbfolgekrieg zur Generalkapitulation Frankreichs. König Ludwig XIV. verzichtet auf alle Besitzansprüche in Italien mit Ausnahme Neapels.

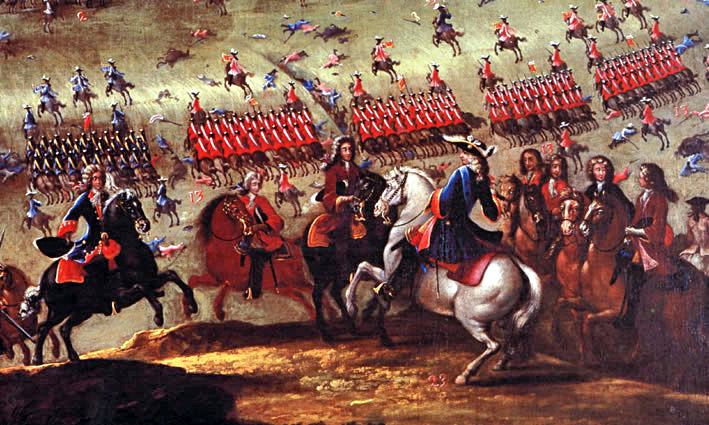
Schlacht bei Almansa

- 25. April: Der Sieg des Marschalls Berwick über das englisch-portugiesische Heer bei Almanza bedeutet eine Kriegswende auf der iberischen Halbinsel. Damit fallen auch die südlichen Provinzen Spaniens in die Hände Philipps, nachdem dieser schon vorher Madrid zurückerobern konnte.
- 6. Juni: Das Herzogtum Württemberg schließt mit Frankreich den Schwieberdinger Vertrag, mit dem es sich eine Schonung durch die französischen Truppen für den Preis von einer Million Gulden erkauft.
- Ende Juni: Die savoyischen Truppen unter Viktor Amadeus II. stoßen von Italien aus nach Frankreich vor. Ziel ist es, die Flotte du Levant in Toulon zu zerstören. Aus Angst, in Alliierte Hände zu fallen, versenkt sich die französische Mittelmeerflotte daraufhin selbst.

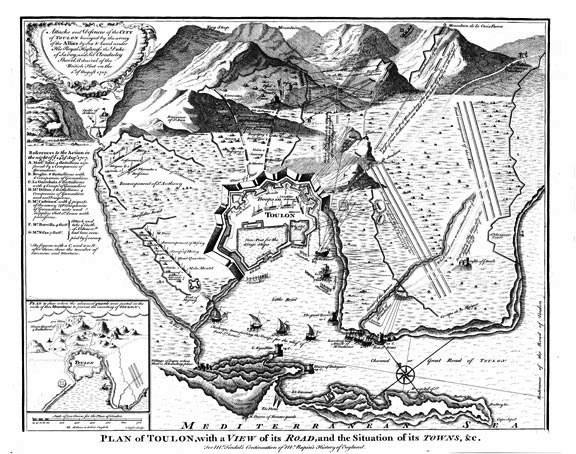
Karte der Belagerung

- 14. Juli bis 22. August: Nach über einem Monat geben die Alliierten unter Herzog Viktor Amadeus II. und Eugen von Savoyen die Belagerung von Toulon auf und ziehen sich nach Piemont zurück.
- Der österreichische Feldmarschall Wirich Philipp von und zu Daun erobert das Königreich Neapel.

#### Großer Nordischer Krieg

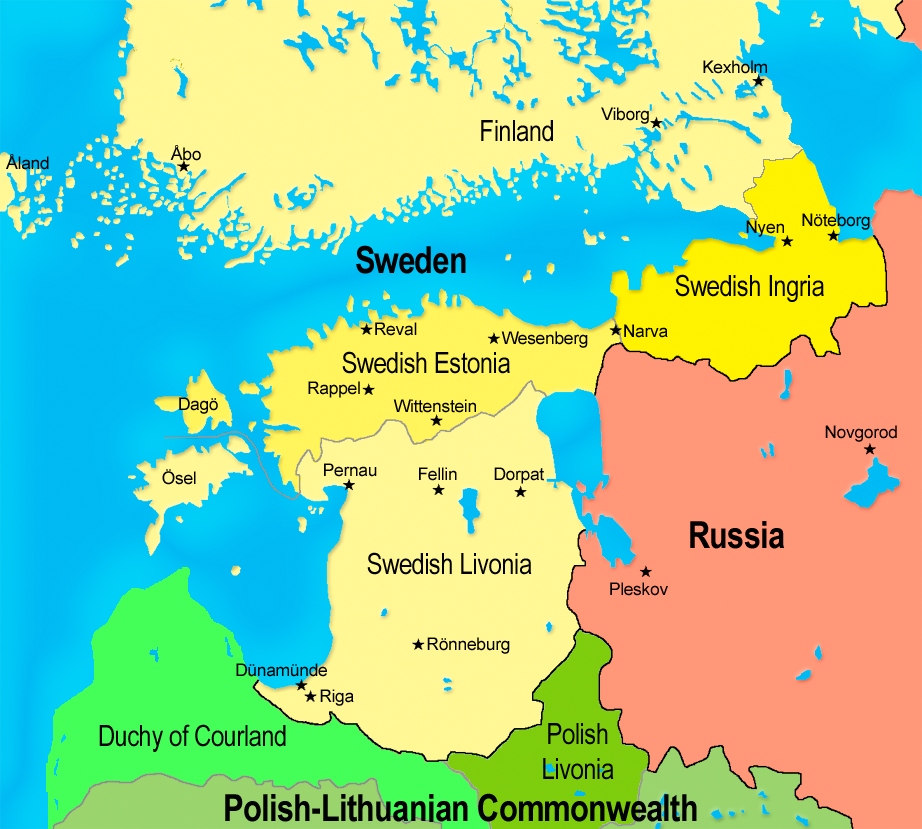
Die schwedischen Besitzungen im Baltikum

- Der schwedische König Karl XII. lehnt in Altranstädt im Februar, Juni und August Friedensangebote des russischen Zaren Peter I. ab, weil er sie für ein Täuschungsmanöver hält und plant, die schwedischen Ostseeprovinzen zu befreien.
- 1. September: Karl XII. von Schweden und Kaiser Joseph I. schließen die Altranstädter Konvention, mit der der Kaiser Glaubensfreiheit in Schlesien gewähren muss.
- 7. September: Karl XII. bricht im Großen Nordischen Krieg zu einem Feldzug gegen Russland auf. Bei Steinau an der Oder überschreitet er die polnische Grenze. Doch die Russen weichen unter dem Befehl von Alexander Danilowitsch Menschikow geschickt einer Schlacht aus.
- Herbst: Unter der Führung von Ataman Kondrati Afanassjewitsch Bulawin beginnen die russischen Kosaken einen sozialrevolutionären Aufstand zugunsten der leibeigenen Bauern. Am 9. Oktober reiben sie eine Abteilung der russischen Armee völlig auf, die auf der Suche nach entlaufenen Leibeigenen ist.
- Ende Oktober lässt Karl wegen der im Herbst beginnenden Schlammperiode seine Armee östlich von Posen halten, wo neue Rekruten die schwedischen Streitkräfte auf eine Stärke von 44.000 Mann vergrößern. Nachdem der Frost die Wege wieder passierbar gemacht hat und die Flüsse zugefroren sind, überquert das schwedische Heer in den letzten Tagen des Jahres die zugefrorene Weichsel. Menschikow geht auch jetzt einer Konfrontation aus dem Weg und zieht sich weiter zurück. Anstatt der von der russischen Armee verwüsteten Spur zu folgen, marschieren die Schweden aber durch das als unpassierbar geltende Masuren, wodurch sie die vorbereiteten Verteidigungslinien der Russen umgehen.

#### Weitere Ereignisse in Europa
- 1. Januar: Johann V. aus dem Haus Braganza wird zum König von Portugal gekrönt.

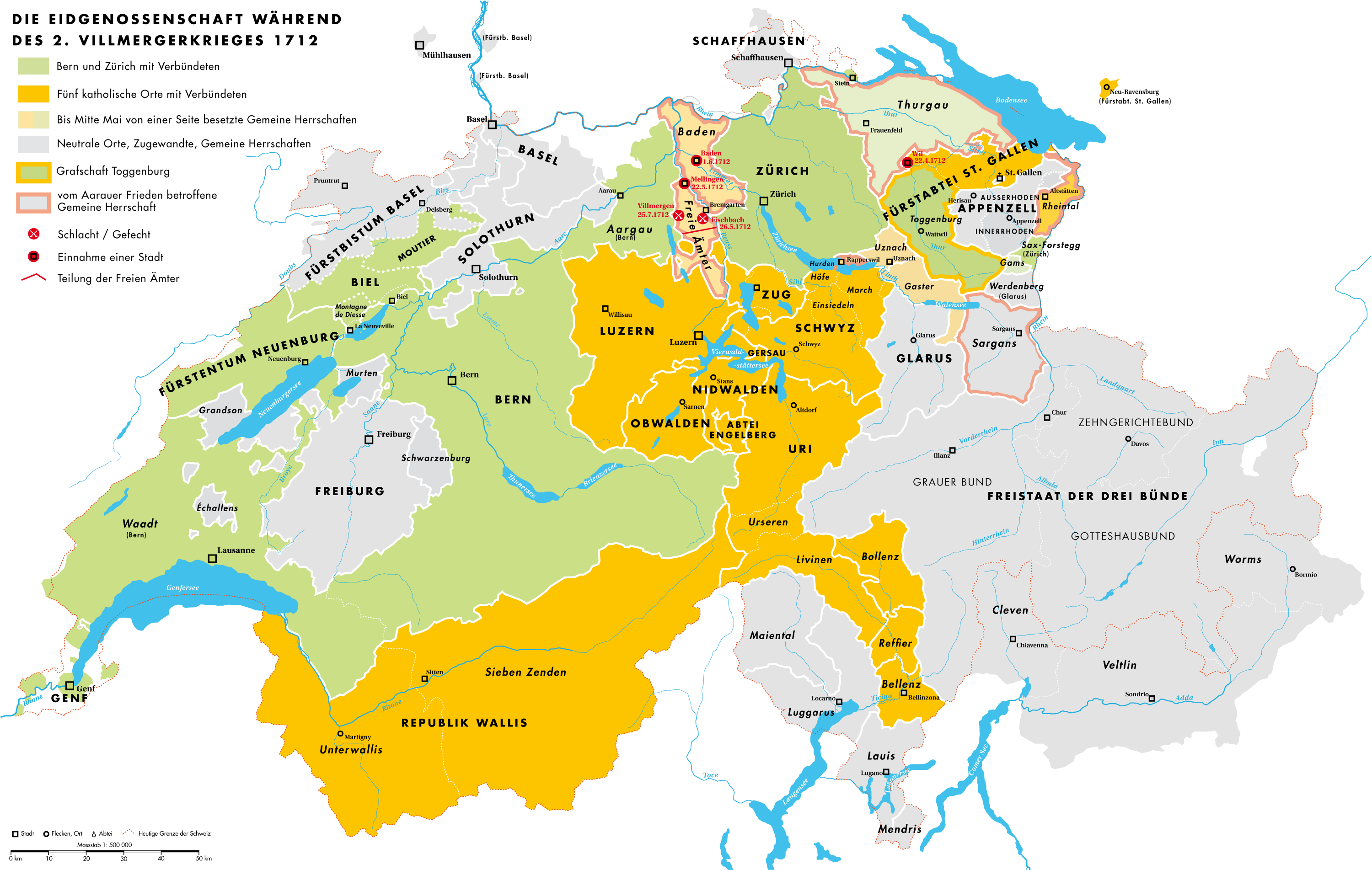
Konfessionelle Teilung der Eidgenossenschaft im 18. Jahrhundert

- 23. März: An einer Landsgemeinde verabschiedet das Toggenburg einen Verfassungsentwurf, der unter der Wahrung der Hoheitsrechte der Fürstabtei St. Gallen eine autonome Landesverwaltung einsetzt. Damit konstituieren sie sich nach dem Vorbild Appenzells als Landsgemeindedemokratie. Alle äbtischen Beamten und der Landvogt werden ausgewiesen und die Religionsfreiheit erlassen, was sich klar gegen die Interessen der katholischen Kantone richtet. Deshalb schwenkt nun der katholische Schirmort Schwyz auf die Seite des Fürstabtes, worauf der Streit eine entschieden konfessionelle Note annimmt und die Eidgenossenschaft entlang der Konfessionsgrenzen Partei für den Fürstabt oder die Toggenburger ergreift.
- 29. März: Wilhelm Hyacinth, Prinz von Oranien und Regent von Nassau-Siegen, wird von der Bevölkerung von Siegen aus der Stadt und dem Amt gejagt. Friedrich Wilhelm I. Adolf übernimmt die Herrschaft.

#### Afrika
Tekle Haymanot I., der im Vorjahr den äthiopischen Thron bestiegen und seinen Vater Iyasu I. ermordet hat, hat wegen des Mordes Schwierigkeiten, seine Herrschaft als negus zu festigen. Im Reich kommt es zu mehreren Aufständen. Einer der Aufständischen lässt sich in Gojam als Amda Seyon zum Kaiser ausrufen und erobert im Anschluss sogar die Hauptstadt Gonder. Tekle Haymanot kehrt trotz der Reisestrapazen, die die Regenzeit mit sich bringt, schnell nach Gonder zurück und zwingt den Thronräuber zur Flucht. Doch seine Unbeliebtheit sowohl im Volk als auch am Hof wächst.

#### Asien

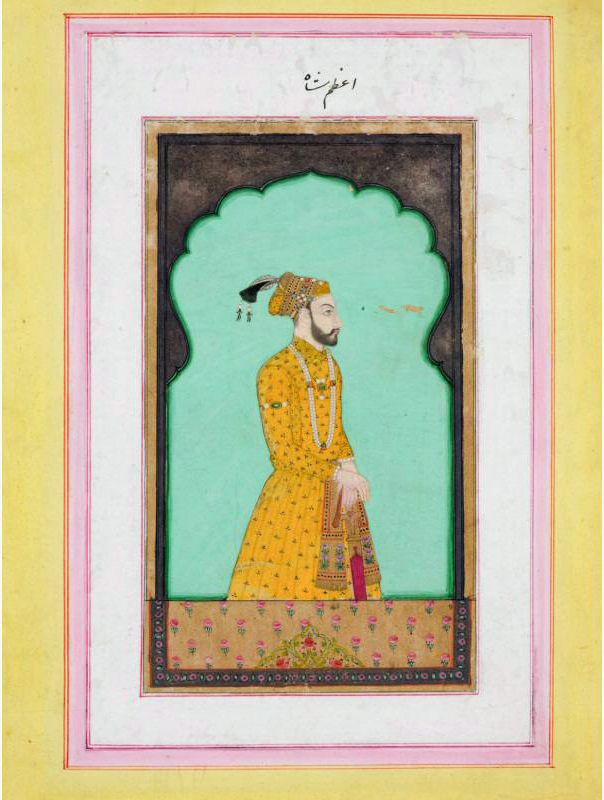
Muhammad Azam Shah

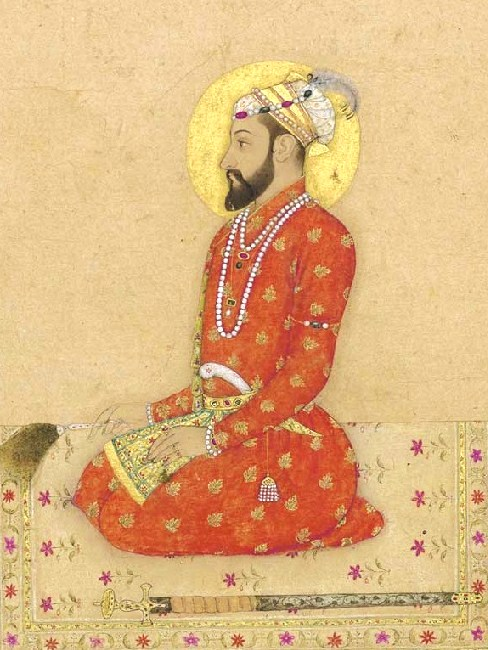
Bahadur Shah I.

- 3. März: Nach dem Tod von Aurangzeb kommt es zu Thronstreitigkeiten im Mogulreich in Indien. Sein zweitältester Sohn Muhammad Azam Shah übernimmt zunächst die Macht, wird aber am 8. Juni von seinem älteren Bruder Bahadur Shah I. bei Agra besiegt und fällt. Dieser bemüht sich in der Folge vergeblich, das Reich wieder zu konsolidieren.
- Auf Vermittlung von König Phrachao Suea von Ayutthaya wird das laotische Königreich Lan Xang, das seit 1694 durch Thronstreitigkeiten in Zerfall begriffen ist, in zwei Teile aufgespalten, das Königreich Luang Prabang unter Kingkitsarat und das Königreich Vientiane unter dem bisherigen König Sai Setthathirath II.

### Wirtschaft
- Kaiser Joseph I. gründet das Versatzamt zu Wien, das heutige Dorotheum.
- Der Eichstätter Fürstbischof Johann Anton I. Knebel von Katzenelnbogen gründet in Titting eine Brauerei.
- In Niederlaasphe wird das Eisenwerk Amalienhütte gegründet.
- In Schöppingen wird die Sasse Feinbrennerei als Brennerei und Brauerei erstmals erwähnt.

### Wissenschaft und Technik
- 27. September: Der französische, in Marburg lehrende Physikprofessor Denis Papin befährt mit einem durch Wasserdampf angetriebenen Ruderradschiff die Fulda zwischen Kassel und Hann. Münden.
- 16. Dezember: In der Bear Tavern am Strand in London findet die erste Sitzung der Gelehrtengesellschaft Society of Antiquaries of London statt. Die Mitglieder wollen sich um Altertümer und Kulturgüter des Landes kümmern.

### Kultur
- 11. April: Georg Friedrich Händel vollendet in Rom das Werk Dixit Dominus, eine Vertonung des Psalms 110 in der lateinischen Fassung der Vulgata. Eine Aufführung des Werkes als Teil der Vesper zum jährlichen Fest des Karmeliterordens am 16. und 17. Juli in der römischen Kirche Santa Maria in Montesanto an der Piazza del Popolo ist wahrscheinlich, jedoch nicht belegt. Händel dirigiert die Musik mindestens an einem dieser Festtage. In Rom schreibt Händel im gleichen Jahr auch das Oratorium The Triumph of Time and Truth, das allerdings erst 50 Jahre später uraufgeführt wird.
- Frühjahr: Dido, Königin von Carthago, eine Oper in drei Akten von Christoph Graupner auf das Libretto von Heinrich Hinsch, basierend auf Vergils Epos Aeneis, hat ihre Uraufführung an der Oper am Gänsemarkt in Hamburg.
- 26. Juli: Die Uraufführung der Oper Turno Aricino von Giovanni Bononcini auf ein Libretto von Silvio Stampiglia findet am Teatro della Favorita in Wien statt.
- November/Dezember: Georg Friedrich Händels erste italienische Oper Rodrigo hat ihre Uraufführung am Teatro del Cocomero oder im Palazzo Pitti in Florenz. Das Libretto stammt vermutlich von Antonio Salvi und basiert auf dem Stück Il duello d’amore e di vendetta von Francesco Silvani.
- um 1707: Johann Sebastian Bach verfasst in seiner Zeit in Mühlhausen die Kantate Aus der Tiefen rufe ich, Herr, zu dir.

### Religion
Der Sartul-Gegetui-Dazan, eine buddhistische Klosteranlage mit Universität, wird als Tempel gegründet.

### Katastrophen
- 22. Oktober: Bei der Schiffskatastrophe bei den Scilly-Inseln stranden vier Schiffe eines Geschwaders der Royal Navy unter Admiral Sir Cloudesley Shovell aufgrund von Navigationsproblemen. Das Unglück fordert etwa 1500 Todesopfer.
- 28. Oktober: Das Hōei-Erdbeben, mit einer Stärke von 8,4 eines der stärksten Japans, fordert inklusive eines Tsunamis 30.000 Tote.[1]
- 16. Dezember: Der Vulkan Fuji, Japans höchster Berg, beginnt seine vorläufig letzte Eruption, möglicherweise ausgelöst durch das vorangegangene Hōei-Erdbeben. Der Ausbruch von etwa zweiwöchiger Dauer lässt einen zweiten Vulkankrater auf halber Höhe des Berges entstehen.

## Geboren

### Erstes Quartal
- 06. Januar: Johann Friedrich Crell, deutscher Anatom und Physiologe († 1747)
- 11. Januar: Vincenzo Riccati, venezianischer Mathematiker († 1775)
- 18. Januar: Johann Aloys I. zu Oettingen-Spielberg, Fürst des Fürstentums Oettingen-Spielberg († 1780)
- 22. Januar: Jean Esprit Isnard, französischer Dominikaner und Orgelbauer († 1781)
- 30. Januar: Johann Gottlieb Immermann, deutscher evangelischer Geistlicher und Pädagoge († 1777)
- 31. Januar: Friedrich Ludwig von Hannover, Prince of Wales und Kurprinz von Hannover († 1751)
- 13. Februar: Suraj Mal, Maharadscha von Bharatpur, Repräsentant der Volksgruppe der Jats im Nordwesten Indiens († 1763)
- 16. Februar: Wilhelm Anton von der Asseburg, niedersächsischer Adeliger († 1782)
- 23. Februar: Matthias Faller, deutscher Klosterbildhauer und Holzschnitzer († 1791)
- 24. Februar: Sven Lagerbring, schwedischer Historiker († 1787)

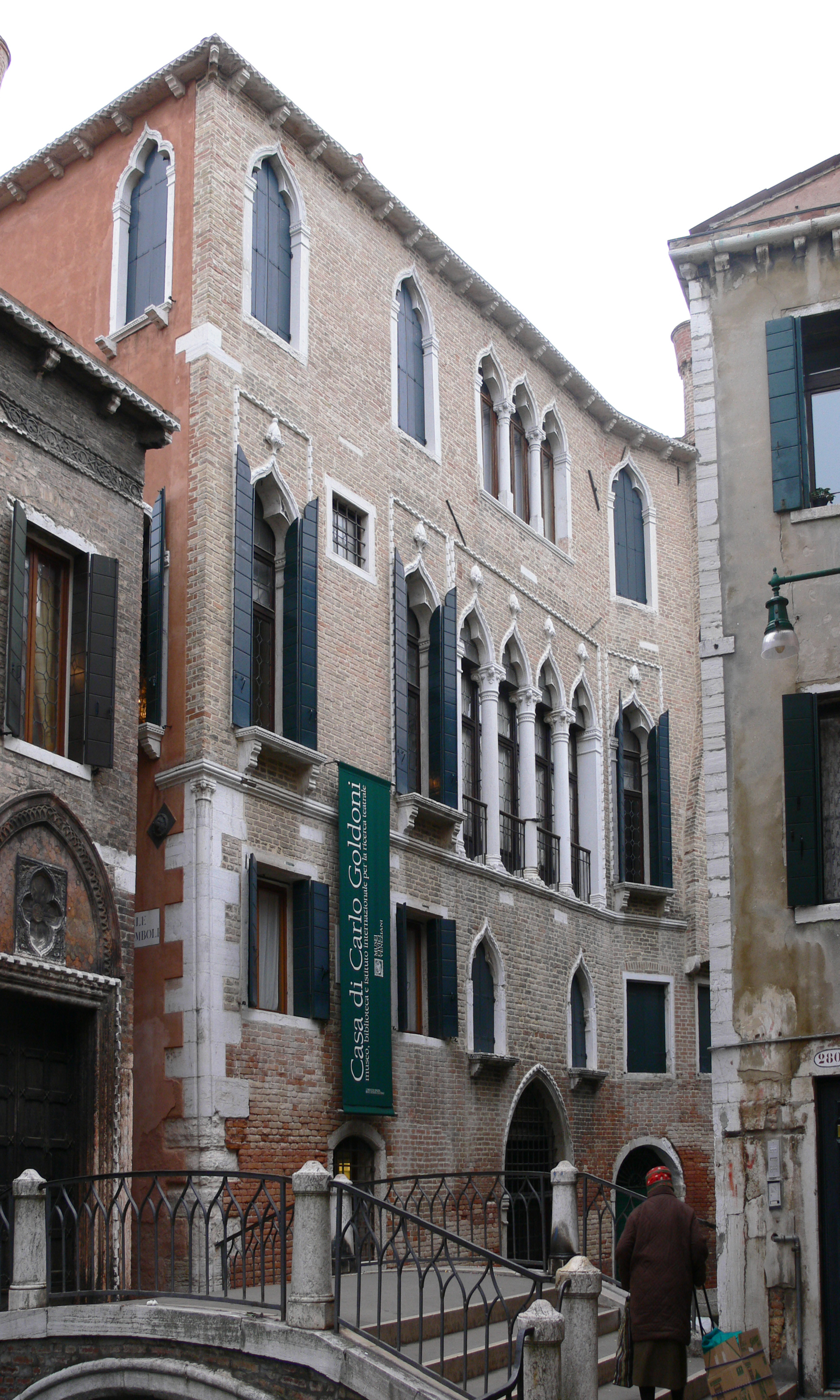
Casa di Carlo Goldoni: Geburts- und Wohnhaus von Goldoni in Venedig, heute Museum und Bibliothek

- 25. Februar: Carlo Goldoni, italienischer Komödiendichter und Librettist († 1793)
- 27. Februar: Johann Christian Stock, deutscher Mediziner († 1758)
- 28. Februar: Johann Christian Senckenberg, deutscher Arzt, Stifter, Naturforscher und Botaniker († 1772)
- 02. März: Guillaume Barthez de Marmorières, französischer Ingenieur und Enzyklopädist († 1799)
- 02. März: Louis-Michel van Loo, französischer Porträtmaler († 1771)
- 07. März: Stephen Hopkins, Gouverneur der Colony of Rhode Island and Providence Plantations († 1785)
- 11. März: Friedrich Grimm, deutscher Pfarrer reformierten Bekenntnisses und Großvater der Brüder Grimm († 1777)
- 14. März: Johan Ihre, schwedischer Sprachforscher († 1780)
- 18. März: Józef Baka, polnischer Jesuitenpater, Missionar, Prediger und Dichter († 1780)
- 31. März: Sophie Karoline von Brandenburg-Kulmbach, Fürstin von Ostfriesland († 1764)

### Zweites Quartal
- 01. April: Franz de Paula Penz, österreichischer Pfarrer und Architekt († 1772)
- 04. April: Hans Karl von Winterfeldt, preußischer General und enger Freund Friedrichs II. († 1757)
- 10. April: Michel Corrette, französischer Komponist und Autor von musiktheoretischen Abhandlungen († 1795)
- 10. April: John Pringle, britischer Mediziner († 1782)
- 14. April: Daniel Bruckner, Basler Kanzleibeamter und Historiker († 1781)
- 15. April: Claude-Louis, comte de Saint-Germain, französischer Kriegsminister und Marschall von Frankreich († 1778)

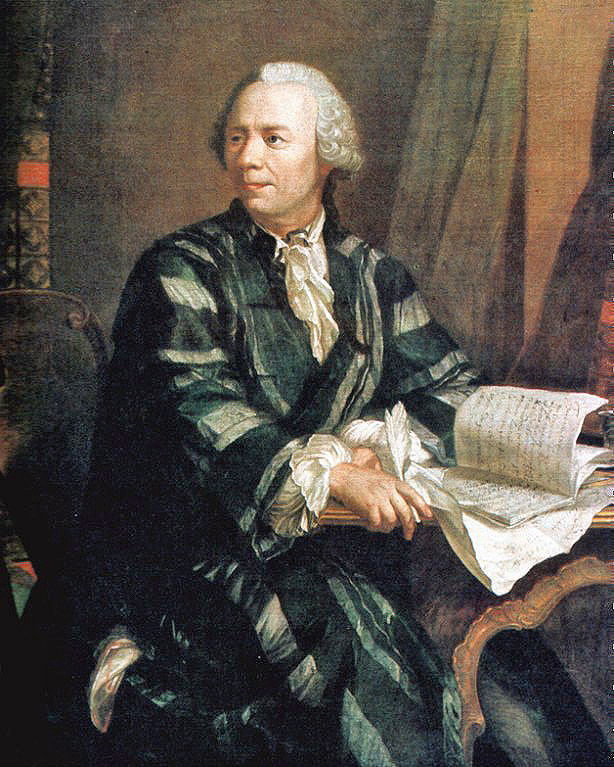
Leonhard Euler

- 15. April: Leonhard Euler, Schweizer Mathematiker, Physiker, Astronom, Geograph, Logiker und Ingenieur († 1783)
- 22. April: Henry Fielding, britischer Schriftsteller († 1754)
- 25. April: Leopold Clemens Karl, Erbprinz von Lothringen († 1723)
- 02. Mai: Jean-Baptiste Barrière, französischer Cellist und Komponist († 1747)
- 12. Mai: Maria Anna von Kottulinsky, Fürstin von Liechtenstein († 1788)
- 14. Mai: António Teixeira, portugiesischer Komponist und Cembalist († 1776)

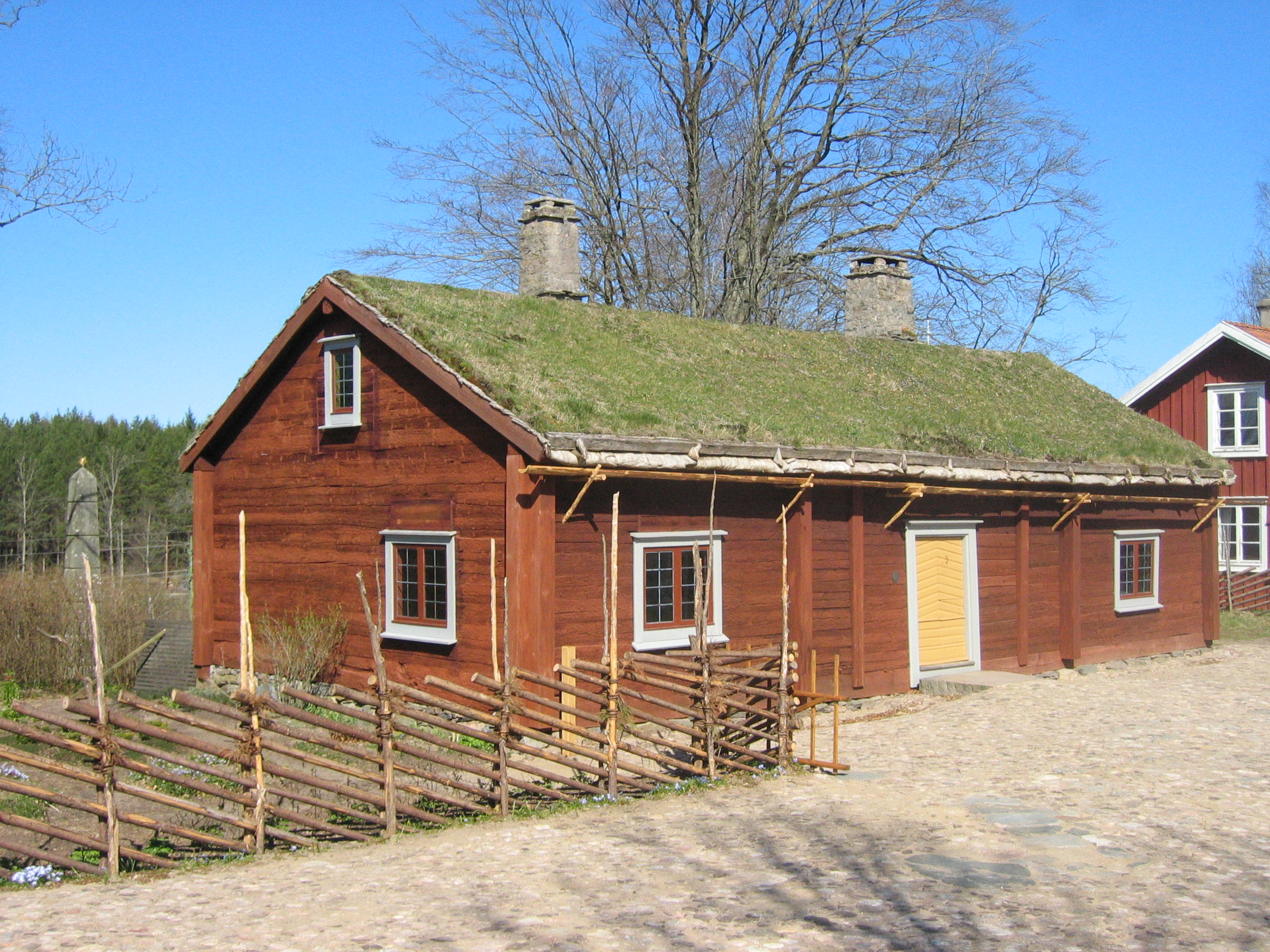
Linnés Geburtshaus in Råshult

- 23. Mai: Carl von Linné, schwedischer Botaniker und Taxonom († 1778)
- 27. Mai: Jean Deschamps, deutsch-französischer Philosoph, preußischer Hofprediger, Theologe und Schriftsteller († 1767)
- 04. Juni: Henning Alexander von Kleist, königlich-preußischer Generalleutnant († 1784)
- 12. Juni: Barbara Helena Preissler, deutsche Miniaturmalerin, Kupferstecherin und Wachsbossiererin († 1758)
- 15. Juni: Maria Karolina von Königsegg-Rothenfels, Äbtissin des freiweltlichen Damenstifts Buchau († 1774)

### Drittes Quartal
- 01. Juli: Heinrich VI., Paragiatsherr von Reuß-Köstritz († 1783)
- 04. Juli: Georg Friedrich von Kleist, preußischer Generalleutnant († 1765)
- 12. Juli: Esteban de Terreros y Pando, spanischer Jesuit, Philologe und Lexikograph († 1782)
- 13. Juli: Jakob Emele, süddeutscher Baumeister († 1780)
- 17. Juli: Johann Joseph von Trautson, Erzbischof der Erzdiözese Wien und Kardinal († 1757)
- 04. August: Johann August Ernesti, deutscher evangelischer Theologe, Philologe, Pädagoge und Rektor der Thomasschule zu Leipzig († 1781)
- 05. August: Anton Gartner, deutscher Orgelbauer († 1771)
- 07. August: Carl Günther Ludovici, deutscher Philosoph, Lexikograf und Wirtschaftswissenschaftler († 1778)
- 13. August: Hans Jakob Pestalozzi, Schweizer Unternehmer († 1782)

Die Geburt Ludwigs, Prinz von Asturien

- 25. August: Ludwig I., König von Spanien († 1724)
- 28. August: Anton Peter Příchovský von Příchovice, Erzbischof von Prag († 1793)
- 03. September: Johann Peter Süßmilch, deutscher Pfarrer und Statistiker († 1767)
- 03. September: Johann Friedrich Glaser, deutscher Mediziner († 1789)
- 07. September: Georges-Louis Leclerc de Buffon, französischer Naturforscher († 1788)
- 16. September: Wytze Foppes, friesischer Zimmermann, Rechenmeister und Instrumentenbauer († 1778)
- 16. September: Joseph Michael Schnöller, deutscher Baumeister und Architekt († 1767)
- 21. September: Conrad Wilhelm von Ahlefeldt, deutscher General und Kriegsminister († 1791)
- 28. September: Antoine Clairiard de Choiseul de Beaupré, Kardinal der Römisch-Katholischen Kirche († 1774)
- 30. September: Pietro Rotari, italienischer Maler, tätig in Italien, Wien, Dresden und als Hofmaler in Sankt Petersburg († 1762)

### Viertes Quartal
- 01. Oktober: Johann Kaspar Arletius, deutscher Pädagoge und Universalgelehrter († 1784)
- 04. Oktober: Francesco Fontebasso, venezianischer Maler († 1769)
- 12. Oktober: Johann Gottfried Hermann, deutscher lutherischer Theologe († 1791)
- Oktober: Madeleine Angélique Neufville de Villeroy, französische Salonnière († 1787)
- 01. November: Giuseppe Bonito, neapolitanischer Maler († 1789)
- 02. November: Johann Julius Hecker, Begründer des ersten preußischen Lehrerseminars († 1768)
- 03. November: Bernardino Galliari, Piemontiner Freskant und Theatermaler († 1794)
- 23. November: Anna Karolina Orzelska, Prinzessin von Schleswig-Holstein-Sonderburg-Beck († 1769)
- 13. Dezember: Johann Conrad Peyer, Schweizer Jurist, Politiker und Dichter († 1768)
- 17. Dezember: Ernst Friedrich II., Herzog von Sachsen-Hildburghausen († 1745)
- 18. Dezember: Charles Wesley, britischer Theologe und Mitbegründer der methodistischen Bewegung († 1788)
- 22. Dezember: Johann Amman, Schweizer Arzt und Botaniker († 1740)
- 24. Dezember: Carl Heinrich von Heineken, Kunstschriftsteller und -sammler, Direktor des Dresdner Kupferstichkabinetts († 1791)
- 29. Dezember: Magdalena Sibylla Rieger, deutsche Dichterin († 1786)

### Genaues Geburtsdatum unbekannt
- Ehrentreich Friedrich von Aschersleben, preußischer Generalmajor († 1761)
- Nicolas de la Grange, französischer Dramatiker und Übersetzer († 1767)
- Mosche Chaim Luzzatto, jüdischer Philosoph und Kabbalist († 1746)
- Johann Baptist Georg Neruda, böhmischer Violinist, Kapellmeister und Komponist († 1780)
- Johann Nikolaus Tischer, deutscher Organist und Komponist († 1774)
- Konrad Alexander Vrints von Treuenfeld, kaiserlicher Resident (Gesandter) und Postmeister in Bremen († 1780)
- Jakob Rüdiger von Zastrow, königlich-preußischer Offizier († 1782)

## Gestorben

### Januar bis April
- 04. Januar: Ludwig Wilhelm, Regent der Markgrafschaft Baden-Baden und kaiserlicher Feldherr (* 1655)
- 06. Januar: Abraham Wenzel Löbel, deutscher Bergmeister (* 1631)
- 09. Januar: Kaspar Frizzoni, Schweizer reformierter Pfarrer (* um 1640)
- 25. Januar: John Cutts of Gowran, englischer Generalleutnant und Politiker (* 1661)
- 29. Januar: Otto Mencke, deutscher Gelehrter und Professor für Moral und Politik (* 1644)
- 08. Februar: Giuseppe Aldrovandini, italienischer Komponist und Kapellmeister (* 1671)
- 08. Februar: Johann Heinrich Starcke, deutscher Mediziner (* 1651)
- vor dem 13. Februar: Thomas Schwanthaler, bayerischer Bildhauer (* 1634)
- 15. Februar: Anton Winckler, Bürgermeister von Lübeck und Jurist (* 1637)
- 22. Februar: Giacinto Calandrucci, sizilianischer Maler (* 1646)
- 28. Februar: Christoph Michael Hutschenreuther, böhmischer Hammerherr, Unternehmer und Gutsbesitzer (* um 1628)
- 03. März: Aurangzeb, Großmogul von Indien (* 1618)
- 09. März: Jean II. d’Estrées, Marschall und Vizeadmiral von Frankreich (* 1624)
- 20. März: Juliane Elisabeth von Waldeck, deutsche Adelige und Wohltäterin (* 1637)
- 30. März: Sébastien Le Prestre de Vauban, französischer General, Festungsbaumeister Ludwigs XIV. und Marschall von Frankreich (* 1633)
- 01. April: Takarai Kikaku, japanischer Haikai-Dichter (* 1661)
- 02. April: Gérard Edelinck, französischer Kupferstecher flämischer Herkunft (* 1640)
- 06. April: Willem van de Velde der Jüngere, niederländischer Maler (* 1633)
- 09. April: Jean Gallois, französischer Gelehrter und Geistlicher (* 1632)
- 10. April: Valentin Kühne, Nordharzer Holzschnittmeister (* 1656)
- 20. April: Johann Christoph Denner, deutscher Instrumentenbauer, gilt als Erfinder der Klarinette (* 1655)
- 27. April: Maria Franziska von Eptingen, Äbtissin im Stift Olsberg (* 1631)
- 28. April: Christian, Herzog von Sachsen-Eisenberg (* 1653)
- 29. April: George Farquhar, irischer Dramatiker (* um 1677)
- April: Girolamo Sartorio, italienischer Architekt in Deutschland (* vor 1667)

### Mai bis August
- 03. Mai: Michiel de Swaen, niederländischsprachiger französischer Autor (* 1654)
- 09. Mai: Dieterich Buxtehude, dänisch-deutscher Organist und Komponist des Barock (* 1637)
- 09. Mai: Johann Eisenhart, deutscher Rechtswissenschaftler (* 1643)
- 17. Mai: Karl Wilhelm von Hessen-Darmstadt, hessischer Prinz und Obrist (* 1693)
- 17. Mai: Benjamin Raule, holländischer Reeder und kurbrandenburgischer Generalmarinedirektor (* 1634)
- 27. Mai: Françoise-Athénaïs de Rochechouart de Mortemart, Marquise de Montespan, Mätresse Ludwigs XIV. (* 1640)
- 29. Mai: Samuel Bottschild, Dresdner Maler (* 1641)
- 03. Juni: Pieter de Graeff, niederländischer Aristokrat (* 1638)
- 08. Juni: Muhammad Azam Shah, Großmogul von Indien (* 1653)
- 10. Juni: Johann Ernst III., Herzog von Sachsen-Weimar (* 1664)
- 14. Juni: Hieronymus Dathe, deutscher lutherischer Theologe (* 1667)
- 15. Juni: Antonio Verrio, italienischer Maler in England (* 1636 oder 1639)
- 16. Juni: Marie de Nemours, Fürstin von Neuenburg und Valangin (* 1625)
- 23. Juni: John Mill, englischer Theologe (* um 1645)
- 24. Juni: Kaspar von Stieler, deutscher Gelehrter und Sprachwissenschaftler (* 1632)
- 12. Juli: Carl Leonhard Müller von der Lühne, schwedischer General (* 1643)
- 20. Juli: Korbinian von Prielmayr, kurbayerischer Staatsmann (* 1643)
- 17. August: Petter Dass, norwegischer Lyriker und Verfasser von Kirchenliedern (* um 1646)
- 18. August: William Cavendish, 1. Duke of Devonshire, englischer Politiker (* 1640)
- 20. August: Nicolas Gigault, französischer Organist und Komponist (* um 1627)
- 28. August: Johann Jacob John, deutscher Orgelbauer (* 1665)
- 31. August: Samuel Benedict Carpzov, deutscher Poet und evangelischer Theologe (* 1647)

### September bis Dezember
- 08. September: Andreas David Carolus, deutscher lutherischer Theologe (* 1658)
- 15. September: George Stepney, englischer Diplomat und Dichter (* 1663)
- 18. September: Friedrich Siegel, deutscher frühkapitalistischer Unternehmer (* 1648)
- 21. September: Johann Mauritz Gröninger, deutscher Bildhauer und Maler (* 1652)
- 30. September: Georg Pasch, deutscher Ethnologe, Logiker und evangelischer Theologe (* 1661)
- 05. Oktober: Daniel Speer, deutscher Schriftsteller und Komponist (* 1636)
- 11. Oktober: Johann Reinhold von Patkul, livländischer und sächsischer Staatsmann (* 1660)
- 22. Oktober: Cloudesley Shovell, englischer Admiral (* 1650)
- 27. Oktober: Rudolph, Graf zu Lippe-Brake (* 1664)
- 29. Oktober: Maria Clara Eimmart, Nürnberger Astronomin (* 1676)
- 05. November: Denis Dodart, französischer Arzt und Botaniker (* 1634)
- 10. November: Joseph I., Patriarch der Chaldäisch-Katholischen Kirche mit Sitz in Diyarbakır (* 1667)
- 26. November: Leonhard Dientzenhofer, deutscher Baumeister und Architekt (* 1660)
- 27. November: Fitz-John Winthrop, englischer Kolonialbeamter, Gouverneur der Colony of Connecticut (* 1638)
- 01. Dezember: Jeremiah Clarke, englischer Komponist (* um 1674)
- 12. Dezember: Lodovico Ottavio Burnacini, italienischer Architekt, Grafiker, Bühnen- und Kostümbildner (* 1636)
- 24. Dezember: Gottlob Friedrich Seligmann, deutscher lutherischer Theologe (* 1654)
- 24. Dezember: Charlotte von Liegnitz-Brieg-Wohlau, Herzogin von Liegnitz, Brieg und Wohlau und durch Heirat Herzogin von Schleswig-Holstein-Sonderburg-Wiesenburg (* 1652)
- 24. Dezember: Noël Coypel, französischer Maler (* 1628)
- 27. Dezember: Jean Mabillon, französischer Benediktinermönch, Gelehrter und Begründer der Historischen Hilfswissenschaften (* 1632)

### Genaues Todesdatum unbekannt
- Daniel Bernhardi, deutscher evangelischer Theologe (* 1622)
- Ehmedê Xanî, kurdischer Schriftsteller, Gelehrter und Poet (* 1651)